# Alejandro Irías
Alejandro Irías (Tegucigalpa, 8 de septiembre de 1974) es un cineasta, productor, publicista y empresario hondureño. Con una trayectoria de más de tres décadas en el medio audiovisual, ha destacado en los campos de la publicidad, la producción cinematográfica, documental y comercial. Es fundador de LaPulpe Comunicaciones Creativas, agencia especializada en comunicación social, gubernamental y política, así como de la marca Casa Santa, dedicada a la promoción de la gastronomía y bebidas artesanales hondureñas. Ha dirigido y producido diversos cortometrajes y documentales reconocidos internacionalmente, como Justicia Divina, Muro, Pulga y 100 Horas de Furia. Además, es el creador de la serie web Pibe y actualmente trabaja en la postproducción del largometraje Killer Martini. Irías ha sido galardonado en múltiples festivales internacionales de cine, y es reconocido por su labor en la promoción y aprobación de la Ley de Cine en Honduras, país donde actualmente preside el Consejo Nacional de Cinematografía.

## Biografía
Alejandro José David Irías Leiva nació el 8 de septiembre de 1974 en Tegucigalpa, Honduras. Es hijo del cantautor y publicista Romeo Irías Henríquez y de la publicista María Magdalena Leiva. Desde temprana edad estuvo vinculado al entorno artístico y comunicacional, lo cual influenció su futura carrera en el mundo audiovisual y publicitario.

## Trayectoria profesional
Alejandro Irías cuenta con más de 30 años de experiencia en el ámbito audiovisual, desarrollándose como publicista, productor y director de contenido cinematográfico, documental y comercial. Es fundador de LaPulpe Comunicaciones Creativas, una agencia especializada en publicidad y comunicación estratégica, con énfasis en campañas sociales, gubernamentales y políticas.
Además, es empresario y creador de la marca Casa Santa, una propuesta integral que rinde homenaje a la cultura y gastronomía hondureña. Casa Santa incluye una cadena de restaurantes de cocina tradicional, una línea de aguardiente artesanal premium, así como productos de café y cervezas artesanales elaboradas localmente.

## Filmografía
Irías ha producido y dirigido múltiples obras cinematográficas, entre ellas los cortometrajes Justicia Divina, Muro y Pulga, así como el documental 100 Horas de Furia, centrado en los eventos que rodearon la llamada "Guerra del Fútbol" entre Honduras y El Salvador. También es creador de la serie web Pibe y se encuentra actualmente en la etapa de postproducción del largometraje Killer Martini.

### Principales obras
- Justicia Divina (2016)
- Muro (2019)
- Pulga (2018)
- 100 Horas de Furia (2020)
- Pibe (serie web, 2023)
- Killer Martini (en postproducción)

## Premios y reconocimientos
El trabajo cinematográfico de Alejandro Irías ha sido ampliamente reconocido en festivales internacionales de cine. Entre sus distinciones destacan premios como Mejor Cortometraje en el World Humanitarian Awards (2017), el Mexico International Film Festival y el Manhattan Film Festival, así como galardones en Londres, Nueva York, Roma, Berlín y Ámsterdam, entre otros.
Ha sido premiado en categorías como Mejor Dirección, Mejor Edición, Mejor Actor Principal, Mejor Cortometraje de Drama y Mejor Guion. Su cortometraje Justicia Divina ha sido particularmente galardonado en varias plataformas internacionales, al igual que Pulga y Muro.

## Legado
Alejandro Irías ha sido una figura clave en el desarrollo del cine en Honduras. Fue el principal promotor de la Ley de Cine, iniciativa que presentó y defendió en el Congreso Nacional, liderando el movimiento de cineastas hondureños que impulsó su aprobación. Esta ley constituye un paso significativo en el fortalecimiento institucional y profesional del sector audiovisual en el país.
Actualmente, se desempeña como presidente del Consejo Nacional de Cinematografía de Honduras, desde donde continúa su labor en favor del crecimiento y proyección del cine hondureño a nivel nacional e internacional.